# Episodi de I Griffin (diciannovesima stagione)
La diciannovesima stagione della serie animata I Griffin, composta da 20 episodi, è stata trasmessa negli Stati Uniti, da Fox, dal 27 settembre 2020 al 16 maggio 2021.
In Italia viene trasmessa dal 29 ottobre 2021 al 29 dicembre 2021 su Italia 1, saltando momentaneamente gli episodi 9 (a tema natalizio) e 20 che però vengono pubblicati in italiano sulla piattaforma Disney+ il 22 giugno 2022. L'episodio 20 è stato poi trasmesso in TV su Italia 1 l'11 luglio 2022, senza il logo di prima visione, mentre l'episodio 9 è stato trasmesso sempre su Italia 1 il 6 dicembre 2022 in seconda serata.
L'edizione italiana della serie viene contraddistinta dal cambio della direzione del doppiaggio, con Loris Scaccianoce che passa il testimone dopo 18 stagioni a Leslie James La Penna (voce italiana di Brian). In più, si aggiungono agli adattatori dei dialoghi italiani, Barbara Castracane e Rossella Acerbo. Inoltre, nella sigla di apertura, la battuta di Stewie "più out che in" viene pronunciata dal doppiatore di Stewie (Nanni Baldini) e non più da quello di Chris (Davide Lepore), come avveniva nelle precedenti diciotto stagioni. È l'ultima stagione che vede la partecipazione di Renato Cecchetto, doppiatore di Cleveland Brown, scomparso il 23 gennaio 2022. Da questa stagione, inoltre, l'attore Piero Di Blasio presta la sua voce a Herbert e a Seamus, in sostituzione di Vittorio Stagni.
| nº | Codice di produzione | Titolo originale             | Titolo italiano                   | Prima TV USA      | Prima TV Italia                                     |
| -- | -------------------- | ---------------------------- | --------------------------------- | ----------------- | --------------------------------------------------- |
| 1  | JACX19               | Stewie's First Word          | La prima parola di Stewie         | 27 settembre 2020 | 30 ottobre 2021                                     |
| 2  | JACX20               | The Talented Mr. Stewie      | Il talento di Mr. Stewie          | 4 ottobre 2020    | 30 ottobre 2021                                     |
| 3  | KACX02               | Boys & Squirrels             | Ragazzi e scoiattoli              | 11 ottobre 2020   | 6 novembre 2021                                     |
| 4  | KACX01               | CutawayLand                  | Insertolandia                     | 1º novembre 2020  | 6 novembre 2021                                     |
| 5  | KACX03               | La Famiglia Guy              | La famigghia Griffin!             | 8 novembre 2020   | 13 novembre 2021                                    |
| 6  | KACX05               | Meg's Wedding                | Il matrimonio di Meg              | 15 novembre 2020  | 13 novembre 2021                                    |
| 7  | KACX08               | Wild Wild West               | Wild Wild West                    | 22 novembre 2020  | 20 novembre 2021                                    |
| 8  | KACX07               | Pawtucket Pat                | Pawtucket Pat                     | 6 dicembre 2020   | 20 novembre 2021                                    |
| 9  | KACX06               | The First No L               | Fuga dal Natale                   | 13 dicembre 2020  | 22 giugno 2022 (Disney+) 7 dicembre 2022 (Italia 1) |
| 10 | JACX09               | Fecal Matters                | Materie fecali                    | 17 gennaio 2021   | 24 novembre 2021                                    |
| 11 | KACX09               | Boy's Best Friend            | Il miglior amico del bambino      | 21 febbraio 2021  | 24 novembre 2021                                    |
| 12 | KACX10               | And Then There's Fraud       | E poi arriva la truffa!           | 28 febbraio 2021  | 1º dicembre 2021                                    |
| 13 | KACX12               | PeTerminator                 | Peterminator                      | 7 marzo 2021      | 1º dicembre 2021                                    |
| 14 | KACX11               | The Marrying Kind            | Vivere insieme                    | 14 marzo 2021     | 8 dicembre 2021                                     |
| 15 | KACX13               | Customer of the Week         | Cliente della settimana           | 28 marzo 2021     | 8 dicembre 2021                                     |
| 16 | KACX14               | Who's Brian Now?             | Chi è Brian adesso?               | 11 aprile 2021    | 22 dicembre 2021                                    |
| 17 | KACX15               | Young Parent Trap            | Giovani genitori in trappola      | 18 aprile 2021    | 22 dicembre 2021                                    |
| 18 | KACX16               | Meg Goes to College          | Meg va al college                 | 2 maggio 2021     | 29 dicembre 2021                                    |
| 19 | KACX17               | Family Cat                   | Un gatto in famiglia              | 9 maggio 2021     | 29 dicembre 2021                                    |
| 20 | KACX04               | Tales of Former Sports Glory | Racconti di ex glorie dello sport | 16 maggio 2021    | 22 giugno 2022 (Disney+) 11 luglio 2022 (Italia 1)  |

## La prima parola di Stewie
- Titolo originale: Stewie's First Word
- Diretto da: Mike Kim
- Scritto da: Patrick Meighan

### Trama
Stewie pronuncia in chiesa la sua prima parola, e purtroppo è un'imprecazione. Lois è determinata a scoprire da chi abbia preso esempio Stewie.

## Il talento di Mr. Stewie
- Titolo originale: The Talented Mr. Stewie
- Diretto da: Greg Colton
- Scritto da: Gary Janetti

### Trama
Stewie ha un peluche da cui non si separa mai, fino al giorno in cui scopre che era di suo fratello Chris e il tarlo della gelosia comincia a logorarlo.

## Ragazzi e scoiattoli
- Titolo originale: Boys & Squirrels
- Diretto da: Joe Vaux
- Scritto da: Steve Callaghan

### Trama
Peter, maniaco della motosega, fa crollare un albero nel tentativo di costruire una tana per animali. Chris e Stewie raccolgono uno scoiattolino rimasto orfano.

## Insertolandia
- Titolo originale: Cutawayland
- Diretto da: Brian Iles
- Scritto da: Patrick Meighan

### Trama
La famiglia Griffin decide di passare una giornata in spiaggia, ma purtroppo finisce in un rutilante buco spazio temporale, da cui non riescono a uscire.

## La famigghia Griffin!
- Titolo originale: La Famiglia Guy
- Diretto da: John Holmquist
- Scritto da: Alex Carter

### Trama
Joe chiede a Peter di fare il padrino per il battesimo della figlia, ma Peter crede di dover diventare mafioso e comincia a comportarsi di conseguenza.

## Il matrimonio di Meg
Meg, senza cavaliere per il ballo d'autunno, decide di passare la serata al bowling, dove viene confortata da Bruce, dipendente del locale.
NOTA: A un certo punto, Peter dice "Nessuna figlia mia si sposa a 18 anni, lo proibisco!". Questo è alquanto bizzarro, non solo per il modo in cui Peter ha sempre trattato Meg durante la serie (a meno che questo non fosse in realtà l'ennesimo modo di Peter di rendere la vita di Meg miserabile), per il fatto che il matrimonio a 18 anni è relativamente normale (lo è stato soprattutto in passato) e anche per il fatto che Peter legalmente non potrebbe  proibire a Meg di sposarsi in quanto quest'ultima maggiorenne, ma anche perché in un altro episodio Peter non ha avuto problemi a far sposare Meg prima che quest'ultima compisse 18 anni con il medico tirocinante Michael Milano nell'episodio "La figlia di Peter".

## Wild Wild West
Peter si mette alla ricerca del cugino del defunto sindaco West, per proporne la candidatura a sindaco di Quahog, contro la candidatura di Lois.

## Pawtucket Pat
Brian viene assunto in una rivista di gossip, e da giornalista d'assalto quale è, scopre l'origine della famosa ricetta della birra di Pawtucket Pat.

## Fuga dal Natale
I Griffin devono salvare il Natale senza Lois.

## Materie fecali
Un'influenza colpisce la famiglia Griffin. L'unico a scamparla è Peter che dimostra di possedere un forte sistema immunitario e viene ingaggiato come infermiere. 

## Il miglior amico del bambino
I Griffin vanno in un negozio a comprare le scarpe per Chris, qui Brian conosce la commessa con cui inizia una relazione amorosa.

## E poi arriva la truffa!
Peter e Chris riescono a piazzare dei falsi cimeli on line, ma quando ne è vittima Quagmire la cosa si complica. Malgrado tutto ne usciranno alla grande.

## Peterminator
Terminator è venuto dal futuro per uccidere Stewie. Il motivo è da ricercare appunto nel futuro dove Stewie e Brian si odiano tanto da aver scatenato una guerra.

## Vivere insieme
Mort e Rachel si sposano e invitano la famiglia Griffin al loro matrimonio. Stewie si commuove davanti a questa unione e decide di ordinare su Internet una moglie.

## Cliente della settimana
Lois, indispettita dal fatto che il bar che frequenta non la nomina mai Cliente della Settimana, decide di passare all'azione seminando feriti e sequestri.

## Chi è Brian adesso?
Brian scopre di aver avuto altri padroni prima di essere trovato da Peter. Una famiglia abbiente e colta.

## Giovani genitori in trappola
Peter e Lois conoscono i genitori di un compagno di Stewie e iniziano a vivere una seconda gioventù, ma presto si accorgeranno che il tempo è passato.

## Meg va al college
Scendendo a compromessi, Peter fa ammettere Meg all'Università, ma la cosa si scopre e Meg deve darsi da fare per dimostrare che è meritevole di entrare nel college.

## Un gatto in famiglia
Un gatto s'intrufola in casa Griffin e, nonostante le rimostranze di Brian, viene adottato da Meg.

## Racconti di ex glorie dello sport
Peter e i suoi amici condividono le loro imprese sportive giovanili.